# Coral Gables
Coral Gables je město ve Spojených státech amerických. Nachází se v okrese Miami-Dade County v jižní části státu Florida. Ve městě žije přibližně 49 tisíc obyvatel a jeho rozloha činí 96,6 km². Je součástí Metropolitní oblasti Miami. Bylo vystavěno jako plánované město s nádechem středomořské kultury a architektury. Své sídlo zde má televizní stanice AXN a působí zde také Miamská univerzita, která zaměstnává největší podíl obyvatel města (celkem má přes 16 tisíc zaměstnanců).

## Rodáci
- Lizard (komiks) – fiktivní postava z komiksů vydavatelství Marvel Comics
- Mimi Rogers (* 1956) – americká herečka
- Thurston Moore (* 1958) – americký hudebník
- Bob Lazar (* 1959) – americký ufolog, konspirační teoretik a podnikatel

## Partnerská města
- Pisa, Itálie
- Aix-en-Provence, Francie
- Granada, Španělsko
- Quito, Ekvádor
- El Puerto de Santa María, Španělsko
- Antigua Guatemala, Guatemala